# Verdon (Nebraska)
Verdon è un comune degli Stati Uniti d'America, situato nello Stato del Nebraska, nella Contea di Richardson.